# Ajtay Andor
Ajtay Andor, született Ajtay Kovács Andor (Fogaras, 1903. július 25. – Budapest, 1975. május 9.) Kossuth-díjas magyar színész, rendező.

## Élete
1927-ben végzett Rákosi Szidi színiiskolájában. 1927 és 1929 között a szegedi Városi Színház tagja volt. 1932-ben szerződött a Vígszínházhoz, 1943-ban a Nemzeti Színház színésze lett. 1945-ben a Fővárosi Operettszínházhoz került, ahol rendezett is. 1951-től 1959-ig a Magyar Néphadsereg Színháza (ma Vígszínház) tagja volt, 1956-tól 1959-ig rendezett is. 1959 és 1963 között a Jókai Színház, 1963 és 1972 között a Madách Színház tagja volt.
Pályája végén ismét láthatta a szegedi közönség. A Naplemente előtt című előadás rendezője és főszereplője is volt. A színháztörténeti előadás bemutatója: 1970. november 8. Partnerei voltak: Bángyörgyi Károly, Papp János, Stefanik Irén, Lelkes Dalma, Nagy Attila, Lőrinczy Éva, Kovács János, Mentes József, Kormos Lajos, Máriáss József, Csizmadia László, Gémesi Imre, Szekeres Ilona, Molnár Piroska, Kovács Gyula, Károlyi István és Szalay Zsigmond.
»Fény és árny váltakozik a lelkemben. Mennyország tiszta fénye és a sötét éjszaka borzalmas mélye. Miért ne idézném Goethét?« – mikor az ő költői lelke fejezi legjobban az én érzéseimet. Ha ez a mennyei fény áraszt el, akkor a kék eget látom és téged. Tűzpiros liliomokat és téged… S az áradó szavak igazsága könnyeket csal a többnyire fiatal publikum szemébe. Ezt a Clausen-monológot sokak szerint csak a legnagyobbak mondhatják el úgy, hogy az igaz legyen. A szegedi előadás varázsát olyan nagyságok is előidézik, mint a költői Inket játszó Molnár Piroska, Klamrothot formáló Nagy Attila, vagy a Geigerként látható Máriáss József. Akkor és ott Szegeden »döbbenetes csend tud lenni« egy-egy sűrű színpadi pillanat visszhangjaként. Az előadás végén  »már-már nem is gyanúsan csillognak a szemek.«
Élete utolsó szerepét 1972-ben, az Operettszínházban (Noszty Pál) játszotta.

## Színpadi szerepei
- Ben Jonson: Volpone (Volpone)

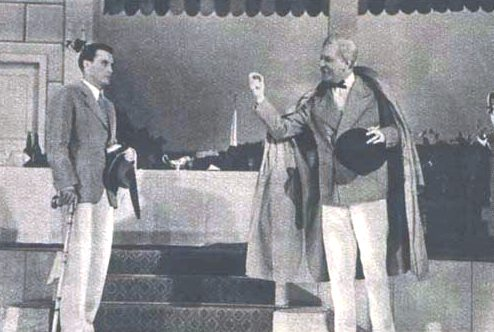
Ajtay Andor és Perényi László Shaw: Nem lehessen tudni című darabjában

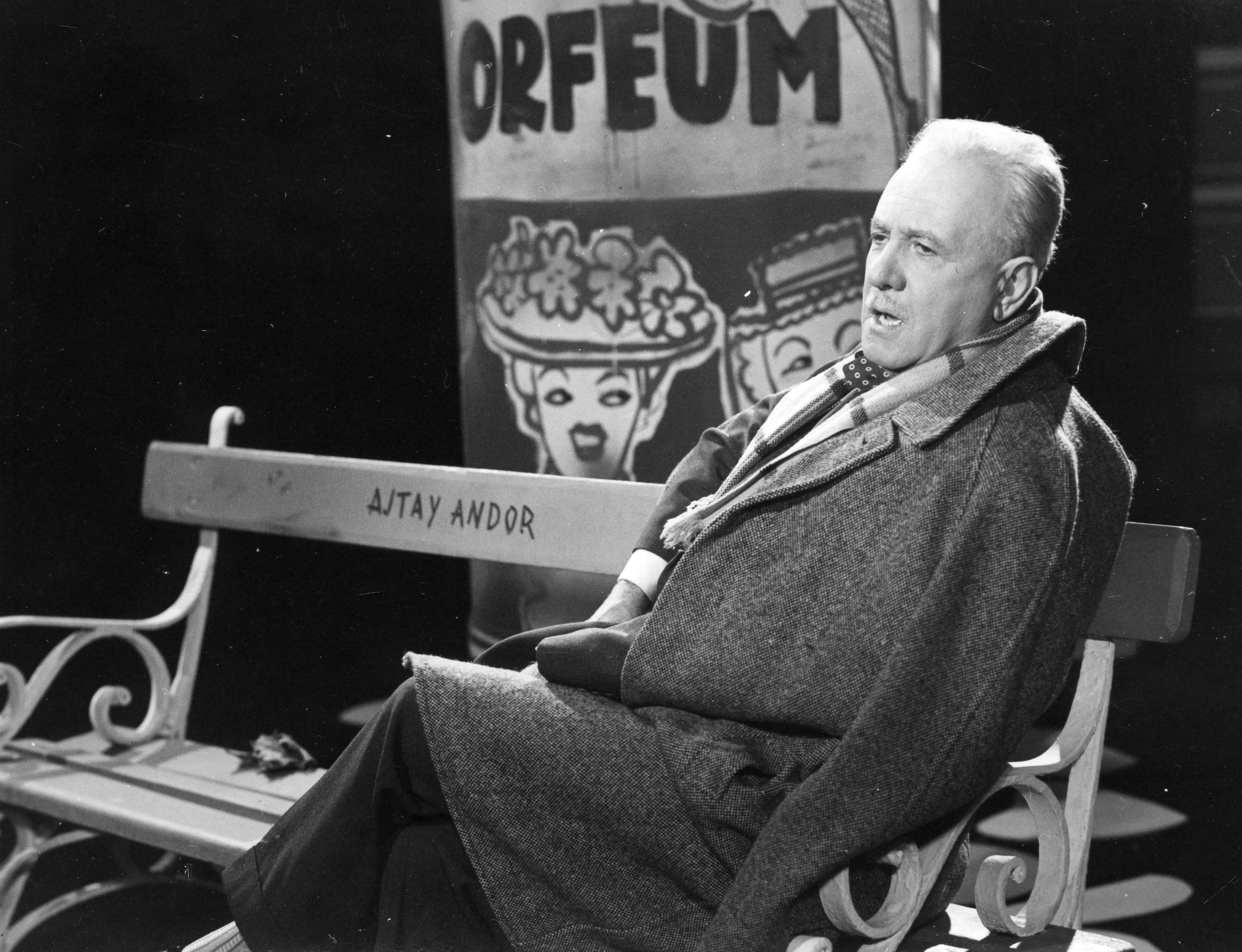
A Slágermúzeum című revüfilmben

- Bertolt Brecht: Állítsátok meg Arturo Uit! (Hindsborough)
- Karel Čapek: Fiaim (Apa)
- Csehov: Sirály (Szorin)
- Gosztonyi János: Tiszta szívvel (Jefta Márton)
- Hauptmann: Naplemente előtt (Klamroth)
- Hunyady Sándor: Feketeszárú cseresznye (Dusán)
- Henrik Ibsen: Peer Gynt (Gomböntő)
  - Rosmersholm (Ulrik Brendel)
- Illés Endre: Törtetők (Sulyok vezérigazgató)
- Jacobi Viktor: Sybill (Konstantin nagyherceg)
- Krleža: Agónia (Lenbach báró)
- Kohout: Ilyen nagy szerelem (Taláros úr)
- Lavrenyov: Leszámolás (Brezsnyev)
- Mikszáth: Beszterce ostroma (Pongrácz gróf)
  - A Noszty fiú esete Tóth Marival (Noszty Pál)
- Molnár Géza: Parázs (Méliusz Ervin, főmérnök)
- Offenbach: Szép Heléna (Achilles)
- O’Neill: Mindörökké (Matthew Baird atya)
- Pagonyin: Arisztokraták (Táborparancsnok)
- Sardou: Szókimonó asszonyság (Napóleon)
- Leonov: A jelentéktelen ember (Ladigin)
- George Bernard Shaw: Tanner John házassága (Stecker Henrik)
  - Pygmalyon (Higgins)
  - Olyan szép, hogy nem is lehet igaz (Tallboys ezredes)
  - Szent Johanna (Cauchon)
- Friedrich Schiller: Tell Vilmos (Attinghausen)
- Shakespeare: Hamlet (Polonius)
- Vészi Endre: Árnyékod át nem lépheted (Professzor)
- Szerb Antal: Ex (Saint Germain)
- Füst Milán: IV. Henrik király (Hanno, kölni érsek)
- Gerhart Hauptmann: Naplemente előtt (Matthias Clausen)
- Szlavin: Örvény (Fredambert tábornok)
- Neil Simon: Mezítláb a parkban (Victor Velasco)
- Kállai István: Élni tudni kell! (Pintér Gábor)
- Heltai Jenő: Tündérlaki lányok (A báró)
- Johann Strauss: Bécsi diákok (id. Strauss János)
- Török Tamás: Esperanza (Imre)
- Gyárfás Miklós: Forr a világ (Thomas Butler)
- Csirszkov: Győztesek (Vinogradov)
- Sándor Kálmán: A harag napja (Máriáss Károly)
- Molnár Ferenc: A hattyú (Ceaser udvarmester)
- Szigligeti Ede: II. Rákóczi Ferenc fogsága (Károly, hesseni fejedelem)

## Rendezései
- Márai Sándor: Varázs
- Karel Čapek: Fiaim
- Jean Anouilh: Antigoné
- Molnár: A hattyú
- Szabó Magda: Kígyómarás
- Gerhart Hauptmann: Naplemente előtt
- Stein: Hotel Astoria
- Kálmán Imre: Montmartre-i ibolya

## Filmjei

### Játékfilmek
- Rád bízom a feleségem (1937) – Tamás, orvos
- Úrilány szobát keres (1937) – Dr. Bognár Miklós, orvostanár
- Döntő pillanat (1938) – Tőrös Ferenc
- Megvédtem egy asszonyt (1938) – Horváth  Dezső, huszártiszt
- Két lány az utcán (1939) – Csiszár István
- A gorodi fogoly (1940) – Balogh Tamás főhadnagy
- Ismeretlen ellenfél (1940) – Marton László
- Néma kolostor (1941) – A karthausi
- Az éjszaka lánya (1942) – Dr. Horváth Bálint
- Férfihűség (1942) – Cserháti János, ügyvéd
- Fráter Loránd (1942) – Bálint, főszolgabíró
- Jelmezbál (1942) – Agáth, orvosprofesszor
- Keresztúton (1942)
- Menekülő ember (1943) – Vedres Sándor, festő
- Boldog idők (1943) – Péter, Éva férje
- Fény és árnyék (1943) – Déry Gábor
- Jómadár (1943) – Terebessy István, földbirtokos
- Orient Express (1943) – Szilágyi Péter, filmrendező
- Ragaszkodom a szerelemhez (1943) – Dr. Bajor Kálmán, ügyvéd
- Madách: Egy ember tragédiája (1944) – Meskó Miklós
- Beszterce ostroma (1948)[3] – Pongrácz István gróf
- Kis Katalin házassága (1950) – Gortvai
- Gyarmat a föld alatt (1951) – Pápay
- Állami áruház (1952)
- Erkel (1952) – Bartai András, a Nemzeti Színház igazgatója (Ajtai Andor nevén)
- A harag napja (1953) – Máriáss Károly tanár (1955-ben újravágták)
- Kiskrajcár (1953) – Mikola
- Leszámolás (1953; rövid játékfilm)
- A 9-es kórterem (1955) – Láng professzor
- Különös ismertetőjel (1955) – Bajcsy-Zsilinszky Endre
- Melyiket a kilenc közül? (1956) – Gazdag ember
- A tettes ismeretlen (1957) – Schneider doktor
- Két vallomás (1957) – Bíró
- Áprilisi riadó (1961) – Holló Döme
- Különös tárgyalás (1961; rövid játékfilm)
- Egy ember, aki nincs (1963) – Alezredes
- Oldás és kötés (1963) – Ádámfy professzor
- Harlekin és szerelmese (1966) – Joe bácsi, az Álomhajó tulajdonosa (Ajtai Andor nevén)
- Sok hűség semmiért (1966) – Andorka
- Sellő a pecsétgyűrűn 1–2. (1967) – Káldy professzor
- Alfa Rómeó és Júlia (1968) – Koltay Tamás professzor
- Imposztorok (1969) – Balassa professzor
- Az oroszlán ugrani készül (1969) – Dr. Otto Klauberg professzor

### Tévéfilmek
- A léc felett (1962) – Torday Professzor
- A negyedik (1962) – Dr. Jules Carrée
- Két találkozás (1965) – Polgármester
- Oly korban éltünk 1–5. (1966) – Kállay Miklós
- Kutyaszerencse (1967)
- A bíró és a hóhér (1968) – Gastman (Ajtai Andor nevén)
- Kira Georgievna (1968) – Nikolai Ivanovic
- A 0416-os szökevény (1969) – Richard Gratle bíró
- Az ember tragédiája (1969)
- Levelek Margitnak (1969) (Ajtai Andor nevén)
- Egy óra múlva itt vagyok… (1971; tévésorozat) – Forray Dániel, tábornok
- Tudós nők (1975, Molière-adaptáció) – Apa

## Hangjátékok
- Herczeg Ferenc: A dolovai nábob lánya (1937)
- Bibó Lajos: A csodadoktor (1938)
- Madách Imre: Az ember tragédiája (1938)
- Vitéz Miklós: B. Nagy Gergely (1938)
- Bodai Jenő: Ha az ember szerelmes (1941)
- Tóth Kálmán: A király házasodik (1941)
- Michail Szvjetlov: Mese (1948)
- Anatole France: A 64-es (1949)
- Hunyady József: A nép tudósa (1953)
- Háy Gyula: Gát a Tiszán (1955)
- Thomas Mann: Mario és a varázsló (1955)
- Vajda István: A Török-utcai eset (1955)
- Vészi Endre: Szélvihar Kőszegen (1955)
- Alois Jiràsek: Husz és Zsiska (1956)
- Kovács János: Heine - emlékezés a költőre (1956)
- Teknős Péter-Munkácsi Magdolna: Kempelen Farkas (1958)
- Maeterlinck, Maurice: A kék madár (1961)
- Mikszáth Kálmán: Beszterce ostroma (1961)
- Nyikolajeva-Geraszimov: Útközben (1961)
- Akszjonov, Vaszilij: Kollégák (1962)
- Jókai Mór: A kőszívű ember fiai (1962)
- Mauriac, Francois: Viperafészek (1962)
- Moravecz Imre: Egy trabant legendája (1962)
- Nyekraszov, Viktor: Hazatérés (1962)
- Shaw, Irvin: Hazafiak (1962)
- „Szeretlek, kedvesem…” (1962)
- Szimonov: Aki a negyedik volt (1962)
- Verne, Jules: A Begum 500 milliója (1962)
- Ingeborg Bachmann: A tücskök (1963)
- Heinrich Böll: Meghívás teára (1963)
- Szabó Magda: A hallei kirurgus (1963)
- Wolfgang Hildesheimer: Bartschedel feltalálása (1964)
- A bűnbak (1964)
- Gyárfás Miklós: A hűség útvesztőiben (1964)
- Csop, Karel: Egy ember, akit figyelnek (1964)
- Kármán József: Fanni hagyományai (1964)
- Móricz: Aranyos öregek (1964)
- Bokor Péter: Elloptak egy Nobel-díjat (1965)
- Felkai Ferenc: Hannibál (1965)
- Miller, Kenneth: Az eltemetett ügy (1965)
- Max Gundermann: Határidőnapló (1965)
- Németh László: Eklézsia-megkövetés (1965)
- Miroslav Krlezsa: Areteus (1965)
- Forester, William: Őfelsége kapitánya (1966)
- Gáspár Margit: Az égbolt nem felel (1966)
- Takács Tibor: Az ezeres kapitány (1966)
- Thornton Wilder: Szent Lajos király hídja (1966)
- Wolfgang Schreyer: A Walkür-akció (1966)
- Dickens, Charles: Dombey és fia (1967)
- Dürrenmatt, Friedrich: A szamár árnyéka (1967)
- Shulz, Karel: A kőbe zárt fájdalom (1967)
- Gyárfás Miklós: Tanuljunk könnyen és gyorsan drámát írni! (1968)
- Stanislaw Dygat: A Bodeni tó (1968)
- Zoltán Péter: A legendás szalmakalap (1968)
- Karinthy Frigyes: Lepketánc (1969)
- Rolf Schneider: Anglia ezt kívánja Öntől... (1969)
- Sós György: Aranycsont (1969)
- Németh László: II. József (1970)
- Remenyik Zsigmond: Jordán Elemér első hete a túlvilágon (1970)
- Cholnoky László: Csodálatos emberkék (1971)
- Fjodor Dosztojevszkij: A Karamazov testvérek (1971)
- Marlowe, Christopher: Doktor Faustus tragikus históriája (1971)
- Babits Mihály: Kártyavár (1973)
- Csetényi Anikó: A középső királyfi (1973)
- Karl Grünberg: Arany a tajgán (1973)
- Kolin Péter : A vaslovag (1974)
- Király László: Kék farkasok (1976)

## Díjak, kitüntetések

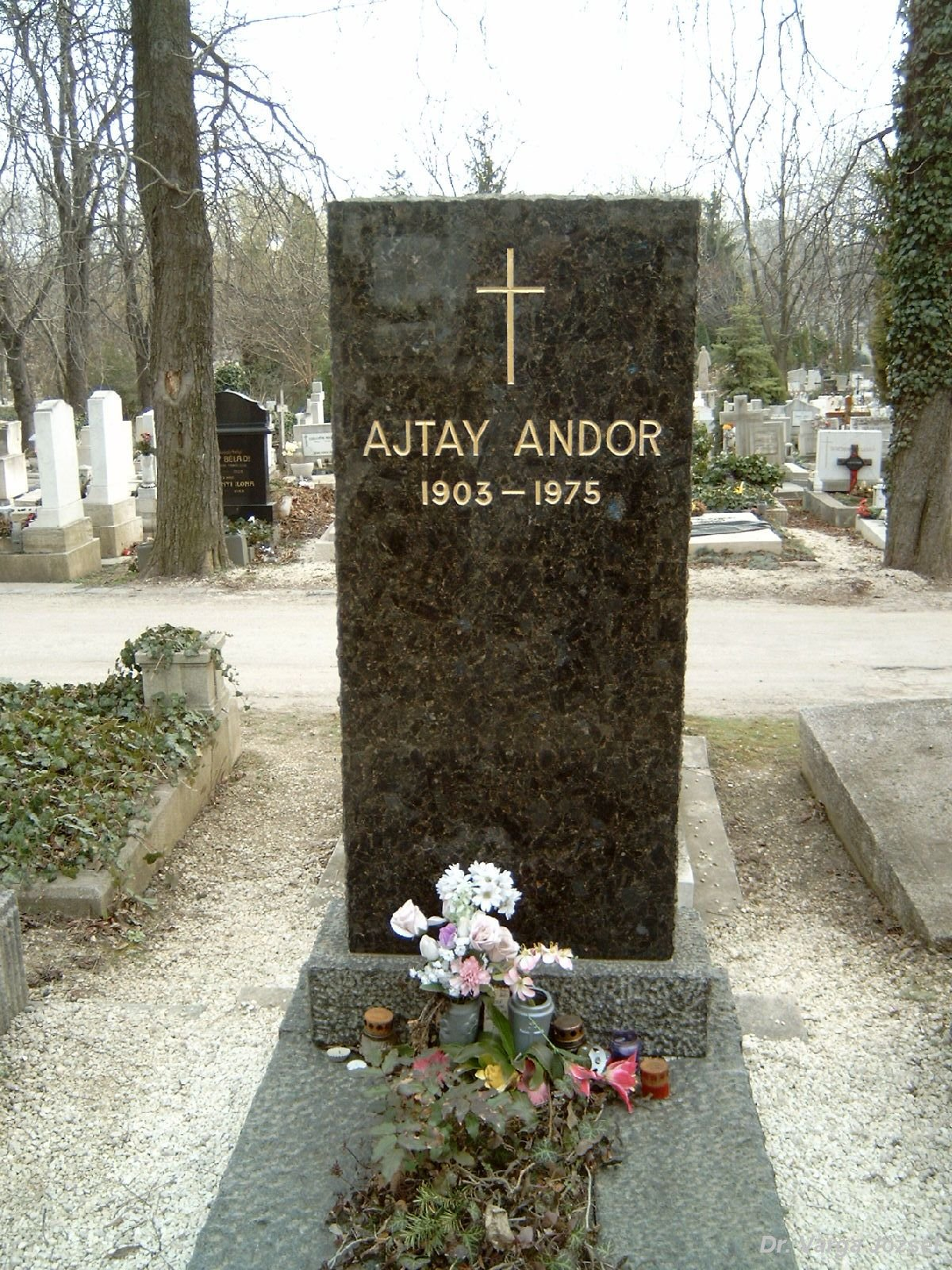
Ajtay Andor sírja Budapesten, a Farkasréti temetőben. (Farkasréti temető: 25-1-79)

- Érdemes művész (1953)
- Kossuth-díj (1954)
- Kiváló művész (1968)

## Ajtay Andor-emlékdíj
A emlékdíjat Ajtay Andor alapította, amely a halála után értékesített balatoni nyaraló árának évi kamata, minden évben az a két vígszínházi színész kapja, akik abban az évben a legjobb alakítást nyújtották. A pénz két színész (egy férfi, egy nő) közt osztódik el (400 000-400 000 Ft).

## Hang és kép
- A vén budai hársfák. YouTube
- Hulló falevél. YouTube
- Tanulj meg fiacskám komédiázni. YouTube
- Fekete Péter
- Bözsi ne sírjon